# Théorème de Borel-Cantelli
Pour les articles homonymes, voir Borel et Cantelli.
Ne doit pas être confondu avec Théorème de Borel ou Lemme de Borel-Carathéodory.
Le théorème de Borel-Cantelli ou lemme de Borel-Cantelli, tirant son nom des mathématiciens Émile Borel et Francesco Paolo Cantelli, est un résultat de théorie de la mesure très utilisé en théorie des probabilités, par exemple il peut être utilisé pour démontrer la loi forte des grands nombres.

## Introduction
En théorie des probabilités, ce théorème concerne une suite d'événements et énonce que :
Lemme de Borel-Cantelli — Si la somme des probabilités d'une suite {\displaystyle (A_{n})_{n\geqslant 0}} d'événements d'un espace probabilisé {\displaystyle \left(\Omega ,{\mathcal {A}},\mathbb {P} \right)} est finie, alors la probabilité qu'une infinité d'entre eux se réalisent simultanément est nulle.
L'indépendance des événements n'est pas nécessaire. Par exemple, considérons une suite {\displaystyle (X_{n})_{n\geqslant 1}} de variables aléatoires, telle que, pour tout {\displaystyle n\geqslant 1,}
La somme des {\displaystyle \mathbb {P} (X_{n}=0)} est finie, donc d'après le lemme de Borel-Cantelli la probabilité que {\displaystyle X_{n}=0} se produise pour une infinité d'indices {\displaystyle n} est 0. En d'autres termes, avec une probabilité de 1, {\displaystyle X_{n}} est non nul à partir d'un certain rang (aléatoire) {\displaystyle n_{0}.} On a donc appliqué le lemme de Borel-Cantelli à la suite d'événements {\displaystyle (A_{n})_{n\geqslant 0}} définie par

## Limite supérieure d'ensembles
Définition — La limite supérieure d'une suite (An)n≥0 de parties d'un ensemble {\displaystyle \Omega }  est l'ensemble {\displaystyle \textstyle \limsup _{n}\,A_{n}} des éléments {\displaystyle \omega } de {\displaystyle \Omega } tels que l'assertion {\displaystyle \{\omega \in A_{k}\}} soit vérifiée pour une infinité d'indices {\displaystyle k\geqslant 0}.
En d'autres termes, on peut dire que {\displaystyle \textstyle \omega \in \limsup _{n}\,A_{n}} si et seulement si l'ensemble {\displaystyle \{k\geqslant 0\ \vert \ \omega \in A_{k}\}} est infini, ou bien non borné. Une formulation équivalente est la suivante : pour tout {\displaystyle n\geqslant 0}, on peut trouver {\displaystyle k\geqslant n} tel que {\displaystyle \omega \in A_{k}}. Cette dernière formulation fournit une écriture commode  de la limite supérieure d'ensembles à l'aide d'opérations élémentaires sur les ensembles :
Sous l'influence de la terminologie anglo-saxonne, on dira aussi parfois que {\displaystyle \textstyle \omega \in \limsup _{n}\,A_{n}}  si et seulement si {\displaystyle \{\omega \in A_{k}\}} « infiniment souvent » ou bien  « infinitely often », d'où la notation rencontrée dans certains ouvrages :
Finalement, remarquons que la définition « {\displaystyle \omega \in \limsup _{n}\,A_{n}} si et seulement si {\displaystyle \omega } appartient à une infinité de {\displaystyle A_{k}} »  peut induire en erreur : si par exemple toutes les parties {\displaystyle A_{k}} sont égales, il se peut que {\displaystyle \omega } appartienne à {\displaystyle A_{k}} pour une infinité d'indices {\displaystyle k}, et il se peut donc que {\displaystyle \omega } appartienne à {\displaystyle \textstyle \limsup _{n}\,A_{n},} sans pour autant qu'{\displaystyle \omega } appartienne à une infinité de {\displaystyle A_{k}} (puisqu'il n'existe, au fond, qu'un seul {\displaystyle A_{k}}).

## Théorème de Borel-Cantelli (théorie de la mesure)
Pour un espace mesuré général {\displaystyle (X,{\mathcal {A}},\mu )}, le lemme de Borel-Cantelli prend la forme suivante : 
Théorème de Borel-Cantelli — Soit {\displaystyle (A_{n})_{n\geqslant 0}} une suite dans {\displaystyle {\mathcal {A}}}. Si
alors 

## Lemme de Borel-Cantelli (probabilités)
Un espace probabilisé {\displaystyle \left(\Omega ,{\mathcal {A}},\mathbb {P} \right)} est un cas particulier d'espace mesuré, en ce qu'on suppose, de plus, que {\displaystyle \mathbb {P} \left(\Omega \right)=1}, alors que dans le théorème général, la mesure (positive) μ n'est pas supposée finie a priori. En particulier, le lemme de Borel-Cantelli donné en introduction est une forme affaiblie du théorème de Borel-Cantelli donné à la section précédente. Peut-être le lemme de Borel-Cantelli est-il plus populaire en probabilités, où il est crucial dans la démonstration, par Kolmogorov, de la loi forte des grands nombres (s'il ne faut donner qu'un seul exemple).
Dans le cadre probabiliste, une formulation plus formelle du lemme donné en langage intuitif dans l'introduction pourrait donc s'écrire : 
Lemme de Borel-Cantelli — Dans un espace probabilisé {\displaystyle \left(\Omega ,{\mathcal {A}},\mathbb {P} \right),} considérons une suite {\displaystyle (A_{n})_{n\geqslant 0}} d'éléments de {\displaystyle {\mathcal {A}}}. Si
alors 

## Loi du zéro-un de Borel
Le lemme de Borel-Cantelli ne doit pas être confondu avec la loi du zéro-un de Borel, parfois appelée second lemme de Borel-Cantelli :
Loi du zéro-un de Borel — Si les événements {\displaystyle A_{n}} sont indépendants, alors {\displaystyle \textstyle \mathbb {P} (\limsup _{n}A_{n})} vaut 0 ou 1 suivant que la série de terme général {\displaystyle \mathbb {P} (A_{n})} est convergente ou divergente.
La loi du zéro-un de Borel montre en particulier que l'hypothèse {\displaystyle \textstyle \sum _{n\geqslant 0}\mathbb {P} (A_{n})<+\infty } du lemme de Borel-Cantelli ne peut en aucun cas être affaiblie en {\displaystyle \textstyle \lim _{n}\mathbb {P} (A_{n})=0}. En effet, on peut avoir simultanément d'une part {\displaystyle \textstyle \lim _{n}\mathbb {P} (A_{n})=0} et d'autre part (indépendance des {\displaystyle A_{n}} et {\displaystyle \textstyle \sum _{n\geqslant 0}\mathbb {P} (A_{n})=+\infty }), donc on peut avoir simultanément :